# La Luz, Santa María Chilchotla
La Luz är en ort i Mexiko.   Den ligger i kommunen Santa María Chilchotla och delstaten Oaxaca, i den sydöstra delen av landet, 280 km sydost om huvudstaden Mexico City. La Luz ligger 596 meter över havet och antalet invånare är 145.
Terrängen runt La Luz är bergig åt sydväst, men åt nordost är den kuperad. Runt La Luz är det ganska tätbefolkat, med 139 invånare per kvadratkilometer. Närmaste större samhälle är Barranca Seca, 2,3 km öster om La Luz. I omgivningarna runt La Luz växer i huvudsak städsegrön lövskog.